# Мотня
Мотня (рос. Мотня) — село Бичурського району, Бурятії Росії. Входить до складу Сільського поселення Новосретенське.
Населення — 239 осіб (2015 рік).